# 台湾万代兰
台湾万代兰（学名：Papilionanthe taiwaniana）为兰科鳳蝶蘭屬下的一个种。

## 扩展阅读
- 維基物種上的相關：台湾万代兰